# بوری فینکل
بوری فینکل (اوکراینی: Борис Аркадійович Фінкель؛ زادهٔ ۲ فوریهٔ ۱۹۶۸) بازیکن فوتبال اهل اوکراین است.
وی همچنین در تیم ملی فوتبال اوکراین بازی کرده‌است.